# الغيب والعقل (كتاب)

## الغيب والعقل (كتاب)
صدر كتاب الغيب والعقل عن "دار تنوير للنشر والإعلام" عام 2014م، وفيه تناول المفكر إلياس بلگا العقل وعلاقته بعالم الغيب، وكان موفقا في تقسيمه لموضوعات الكتاب، حيث قسمه إلى بابين: 
الأول: حدود العقل وتناول فيه الحدود المعرفية للعقل الإنساني في كل من الفكر الغربي والفكر الإسلامي.
والثاني: في الغيب وعالج فيه في خمسة فصول قضية من أعقد قضايا الفكر البشري وهي مسألة الغيب من حيث مفهومه وسعة هذا المفهوم وقيمة الإيمان بالغيب بالنسبة لحياة البشر، وأسباب عجز العقل البشري عن الإحاطة بالغيب، والغيب بين الوحي والعقل ثم عرض لنماذج من عوالم الغيب.
ما يميز الكتاب عرضه لأكثر الفلسفات انتشارا وأهمية التي تعرضت لقضية العقل وعلاقته بالعالم غير المحسوس وموقف تلك الفلسفات ونظرتها للعقل سواء في الفكر الإسلامي أو الغربي وكل ذلك في أسلوب سهل ممتع لا تعقيد فيه ولا إغلاق، وأكثر ما يُثير الاهتمام في هذا الكتاب عرضه لنقد مفكري الإسلام لأسس العقلانية القديمة أو ما يسمى في علم المنطق البديهيات العقلية. وجاء الكتاب في عدة فصول وهذا ملخصها:

### ملخص الكتاب
قسم المؤلف كتابه إلى بابين، كل منهما يحتوي عدة فصول.

#### الباب الأول: حدود العقل

##### الفصل الأول: في الفكر الغربي
تحدث المؤلف في هذا الفصل عن موقف بعض أعلام الفلسفة الغربية ، منذ عهد اليونان إلى عصر كانط.

##### الفصل الثاني: في الفكر الإسلامي
تعرض المؤلف هنا إلى بعض ما أنتجه الفكر الإسلامي في موضوع المعرفة وحدودها.

#### الباب الثاني: في الغيب

##### تمهيد: في مفهوم الغيب
ذكر المؤلف في التمهيد بعض الأقوال في تعريف الغيب، ووضح الفرق بين عالم الغيب والشهادة.

##### الفصل الأول: قيمة الغيب
في هذا الفصل تحدث المؤلف عن الغيب بوصفه حاجة إنسانية وضرورة لا تقوم الحياة من غيرها. وأكد أن الإيمان بالغيب من أهم الخصائص التي تميز الإنسان عن غيره من المخلوقات الدنيا، فالغيب يصل الإنسان بالوجود كله، ظاهره وخفيه، ما يعلم منه ويبصر، وما لا يعلم ولا يبصر، فيربطه بالكون، بماضيه وحاضره ومستقبله، في تناغم وتوافق عميقين. كما تطرق إلى أن التوسط في الاهتمام بكل من عالمي الغيب والشهادة من مقاصد الدين. ثم تحدث عن تأطير العلم في قوالب ثابتة وجامدة، زعما أنها أساسية لضبط العلم، وحمايته من الخلل والزلل، وكيف أن هذا التأطير لم يسهم إلا بأسر العقل، وصنع أصنام له تُحِد من طاقته ومجاله الحيوي .

##### الفصل الثاني: في سعة عالم الغيب
في هذا الفصل تحدث عن سعة عالم الغيب، وكيف أنه يحتوي من التعقيد والاتساع، واختلاط الأشياء، الشئ الكثير. ثم تحدث عن نماذج معاصرة لإنكار الغيب أمثال جوليان بندا؛ الذي يدافع عن عقلانية بالغة التطرف ترفض حتى الاعتراف بملكات الخيال والحدس. وبين أن المنطقية الوضعية ليست علما ولا منهجا في العلم، بل هي في الواقع أيديولوجية. ثم تحدث عن أصل إنكار الغيب، ورده إلى أسباب متعددة هي: الجهل، والعادة، والاعتماد المفرط على الحواس، ودعوى الكمال الإنساني.ثم تحدث عن الحكمة من إخفاء الغيب عن الإنسان.

##### الفصل الثالث: الغيب بين الوحي والعقل
تحدث المؤلف في هذا الفصل عن مصادر المعرفة، مثل الحواس والعقل والخبر الصادق، وأكد أن الأصل في شئون الغيب أن تؤخذ من الوحي لا بمقتضيات العقل.

##### الفصل الرابع: من مظاهر وأسباب قصور العقل
تحدث فيه عن أسباب قصور العقل عن إدراك الغيب ومظاهر هذا القصور. ثم تحدث عن موقف علم الكلام من الغيبيات.

##### الفصل الخامس: نماذج من عوالم الغيب
ذكر فيه المؤلف نماذج من عوالم الغيب كالروح، وميثاق الذر، وسر القدر، ولغز الزمان، والرؤيا والأحلام، والموت.

### المؤلف
إلياس بلكا؛ أكاديمي ومفكر مغربي حاصل على دكتوراة الدولة في العلوم الإسلامية وبكالوريوس في الدراسات الإسلامية وآخر في العلاقات الدولية، وله نحو أربعين عملا منشورا بين مقال وترجمة وعرض كتاب. من مؤلفاته (الاحتياط: من أصول الشريعة)، و(النظرية الإسلامية في الكهانة)، و(بحث في الأساس الشرعي والنظري لاستشراف الغيب والمستقبل)، و(الغيب والعقل).

### قالوا عن الكتاب
«يمكن وصف هذا الكتاب القيم بأنه "قول إسلامي إزاء ما بعد الحداثة" .. فإذا كانت الحداثة في أحد تمثلاتها المهمة تعني مركزية العقل واستقلاله بالمعرفة، وإذا كانت "ما بعد الحداثة" في أحد تجلياتها البارزة تنطوي على إعادة النظر في هذه المركزية والشك في مطلقية أحكام العقل ومحاولة تبيان حدوده، فإن الكتاب محاولة لبلورة قول إسلامي إزاء مسألة محدودية العقل وما يتصل بها.»
«يعجبني المؤلف الذي ينتهج نهجاً واضحاً ومفهوماً في تناول لقضية كتابه، إلياس بلكا هنا يقدم وجهة نظر بصبغة إسلامية في موضوع العقل والغيب، النصف الأول من الكتاب يستعرض الآراء الفلسفية المتعلقة بمحدودية العقل على مر التاريخ، من فلاسفة اليونان وحتى كانط، بالإضافة إلى موقف الغزالي وابن خلدون من هذه القضية. الهدف من هذا التمهيد هو تقرير قصور العقل تجاه بعض المواضيع وبالذات تلك التي لاتتعلق بتجارب حسية. أما النصف الثاني من الكتاب فهو يتناول مفهوم الغيب، يحاول الإحاطة بهذا المفهوم وأسباب عدم قدرة العقل على مقاربته، والطرق الأمثل للتعامل مع الغيب (أو الميتافيزيقا ربما؟).كتاب جيد وقراءته سلسة.» 